# Djurgården 5
Djurgården 5 var en Djurgårdsfärja som från 1901 till 1980 gick i trafik mellan Slussen (Räntmästartrappan) och Djurgården och ibland även anlöpte Fjäderholmarna. Efter flera ägarbyten byggdes hon om till flytande restaurangen ”Noaks Ark” med liggplats i Visby. År 1999 döptes hon om till ”Flyt” med liggplats vid Kornhamnstorg i Gamla stan. 2013 flyttade ”Flyt” till Norr Mälarstrand.

## Historik

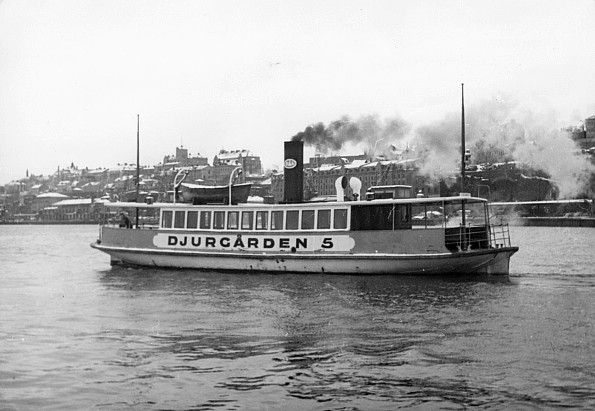
"Djurgården 5", 1955

Djurgården 5 byggdes på W. Lindbergs Varvs- och Verkstads AB vid Tegelviken och hade vid sjösättningen 1901 en W. Lindberg ångmaskin på 51 kW, den starkaste av samtliga Djurgårdsfärjorna. Fartygets beställare var Stockholms Ångslups AB som även ägde Djurgården 3 och Djurgården 7. Djurgården 5 var 23,07 meter lång och 5,68 meter bred och kunde transportera 234 passagerare. 
År 1963 utrustades hon med en dieselmaskin på 98 kW av fabrikat Scania-Vabis. 1979 såldes hon till Waxholmsbolaget som tog henne ur tjänst 1980. Därefter var hon under två år upplagd bakom Nationalmuseum som flytande förråd. Därefter köptes hon av Sören Österholm AB i Visby för 183 000 kronor, som döpte henne till ”Mazza” och lät bygga om henne till restaurangfartyget ”Noaks Ark” med liggplats i Visbys hamn.
År 1993 såldes gamla Djurgården 5 till Rederi Baltic Star AB i Stockholm och tjänstgjorde sedan tillsammans med en uteserveringsponton som flytande restaurang ”Sjöhäxan” vid Kornhamnstorg i Gamla stan. 1999 döptes hon om till ”Flyt”, när en ny ägare tillträdde.  Under en kort tid år 2002 var ”Flyt” upplagd i Ropsten eftersom Stockholmspartiet ville hellre ha en gästbrygga längs hela kajen vid Kornhamnstorg. 
I januari 2005 sjönk uteserveringspontonen i hård väder och fartyget skadades. Efter reparation på Mälarvarvet och ny ponton kom hon i april samma år tillbaka till Kornhamnstorg. I december 2013 bogserades ”Flyt” till Kummelnäs varv i Saltsjö-Boo för reparation. År 2014 var ”Flyt” tillbaka, dock inte vid Kornhamnstorg då den då skulle komma i vägen för arbetat inom Projekt Slussen. Den gamla färjan Djurgården 5 ligger numera som ”FLYT Restaurang & Brygga” på kajplats 464 vid Norr Mälarstrand, nära Kungsholmstorg.

## Färjan genom tiden

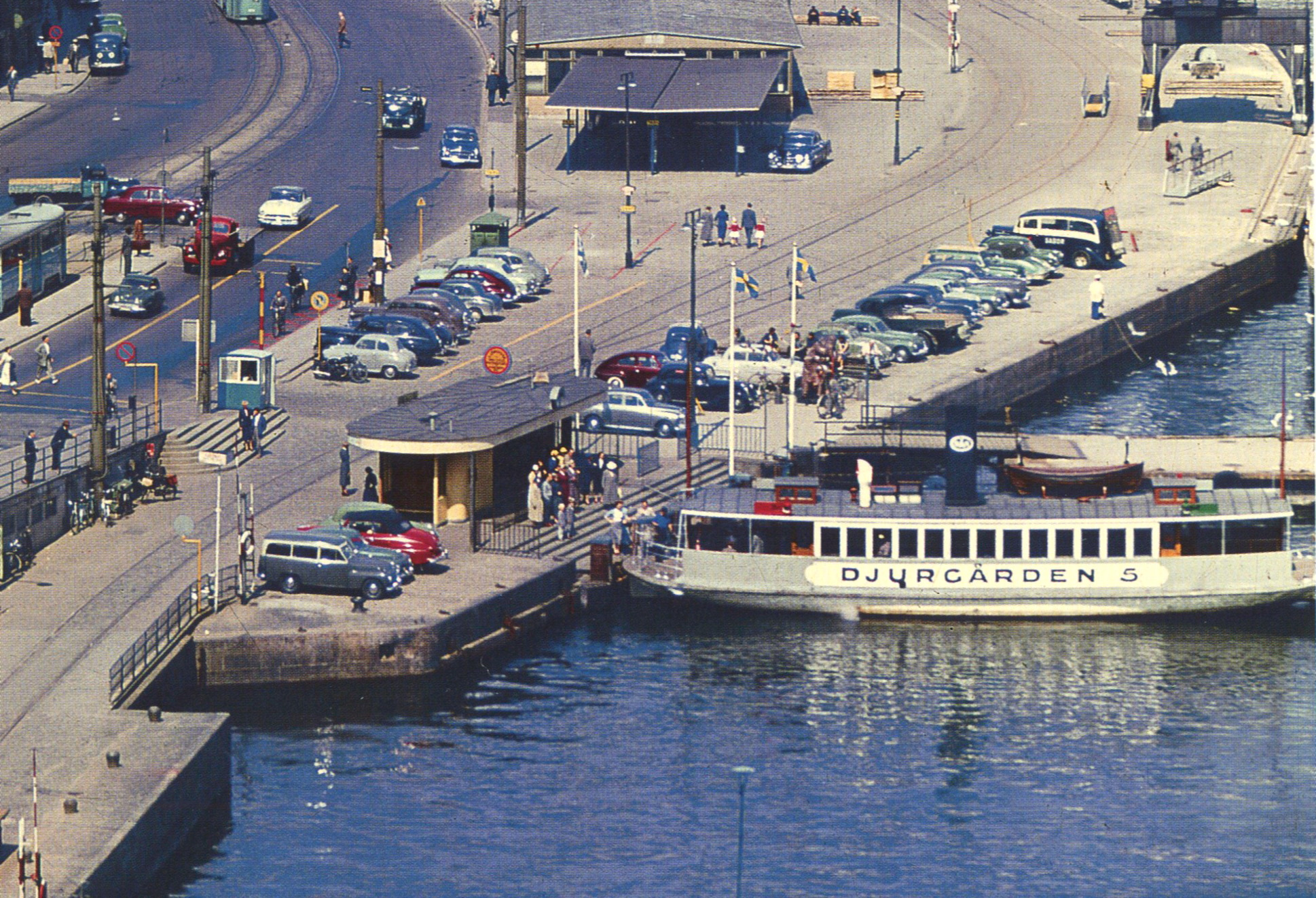
"Djurgården 5" vid Räntmästartrappan, 1950-tal
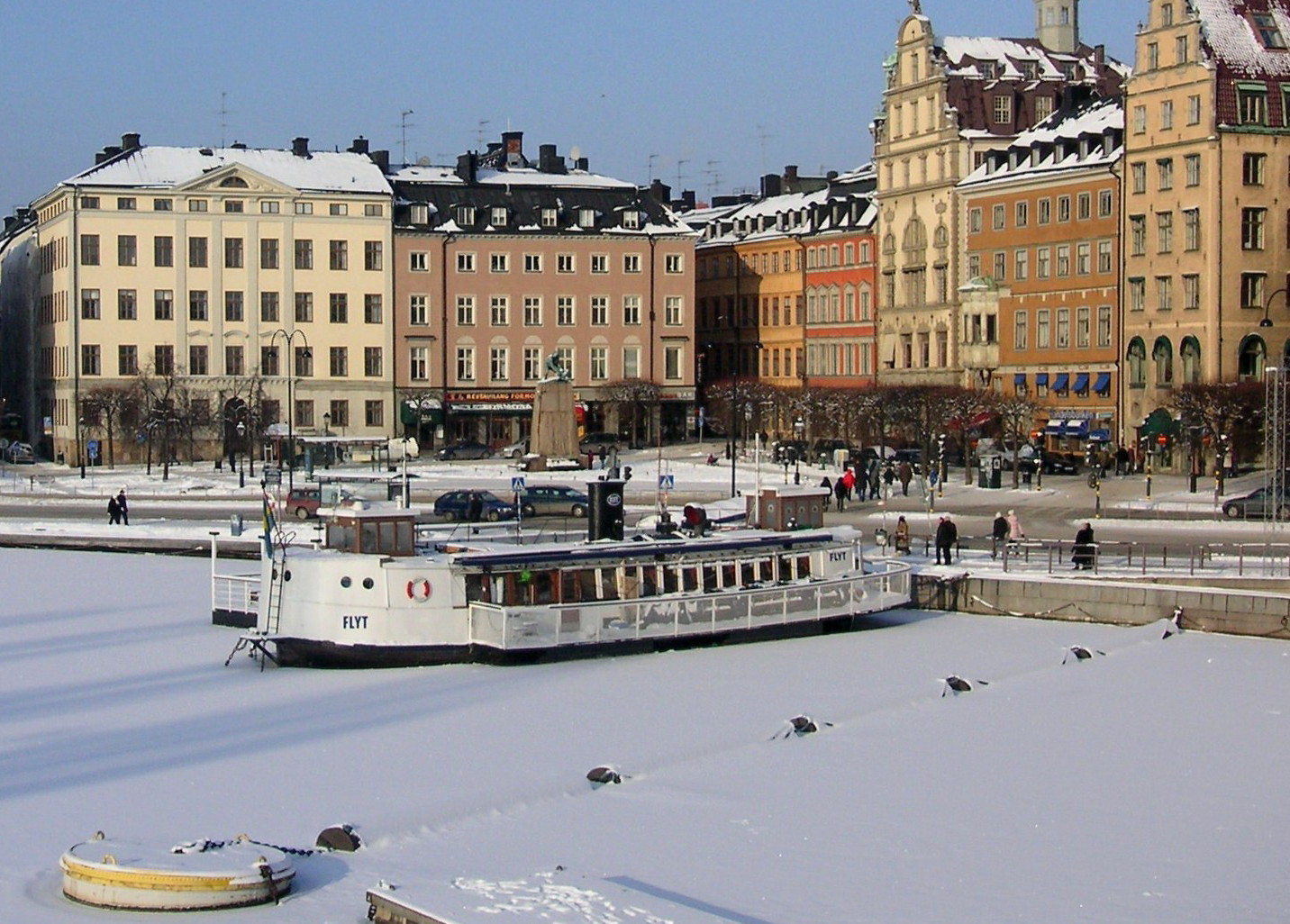
"Flyt", Kornhamnstorg, 2006
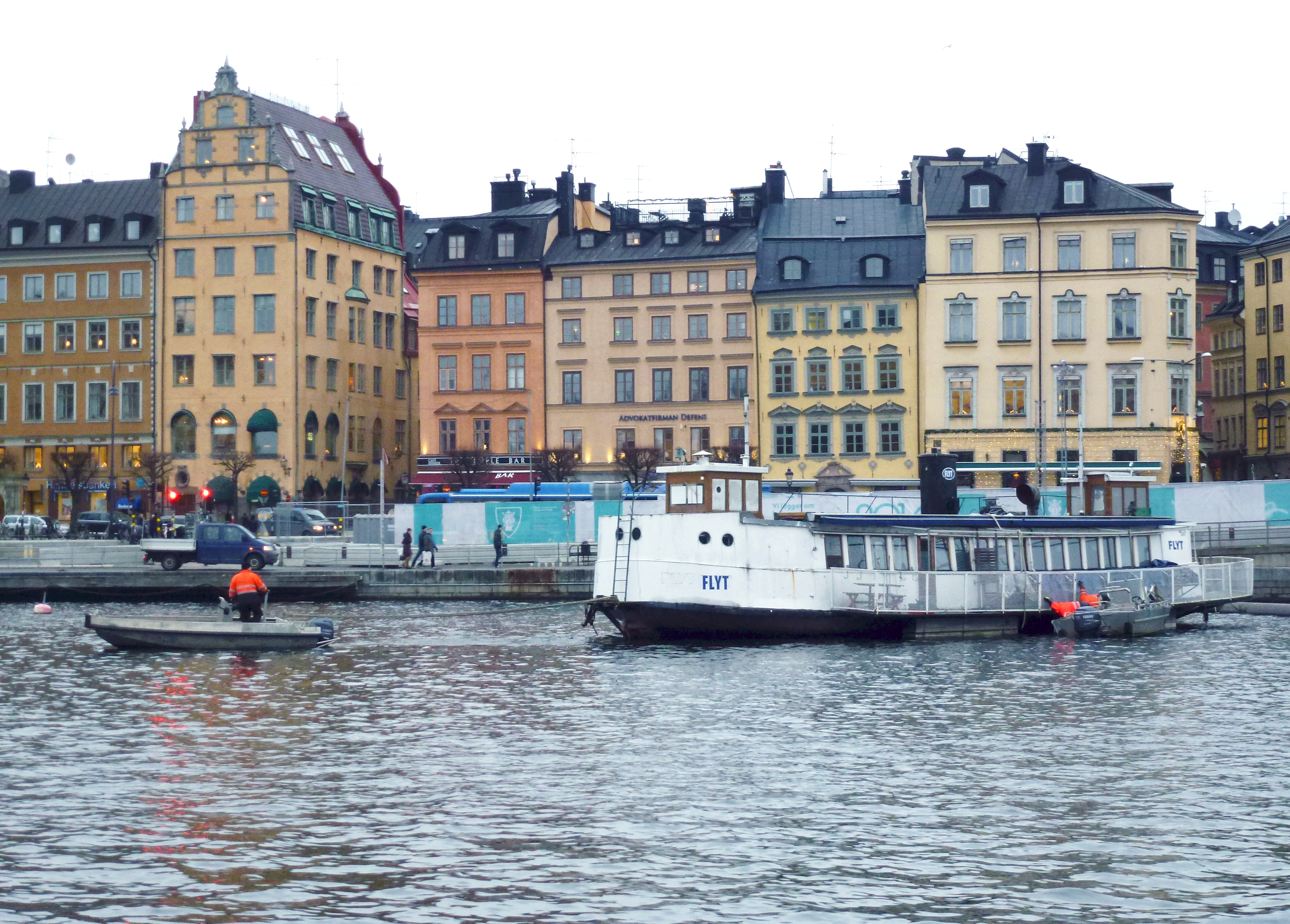
"Flyt" flyttas, 2013
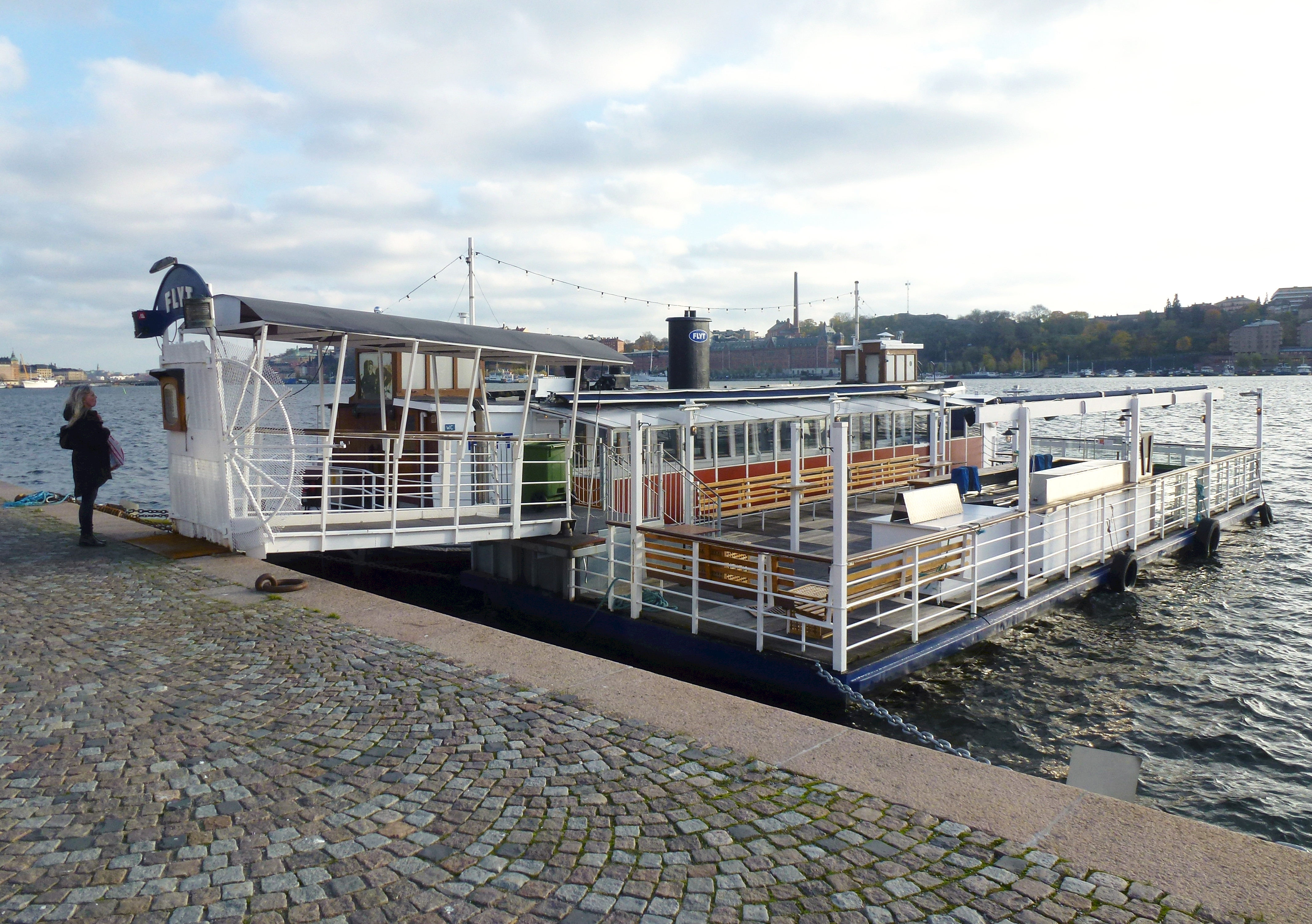
"Flyt", Norr Mälarstarnd, 2014
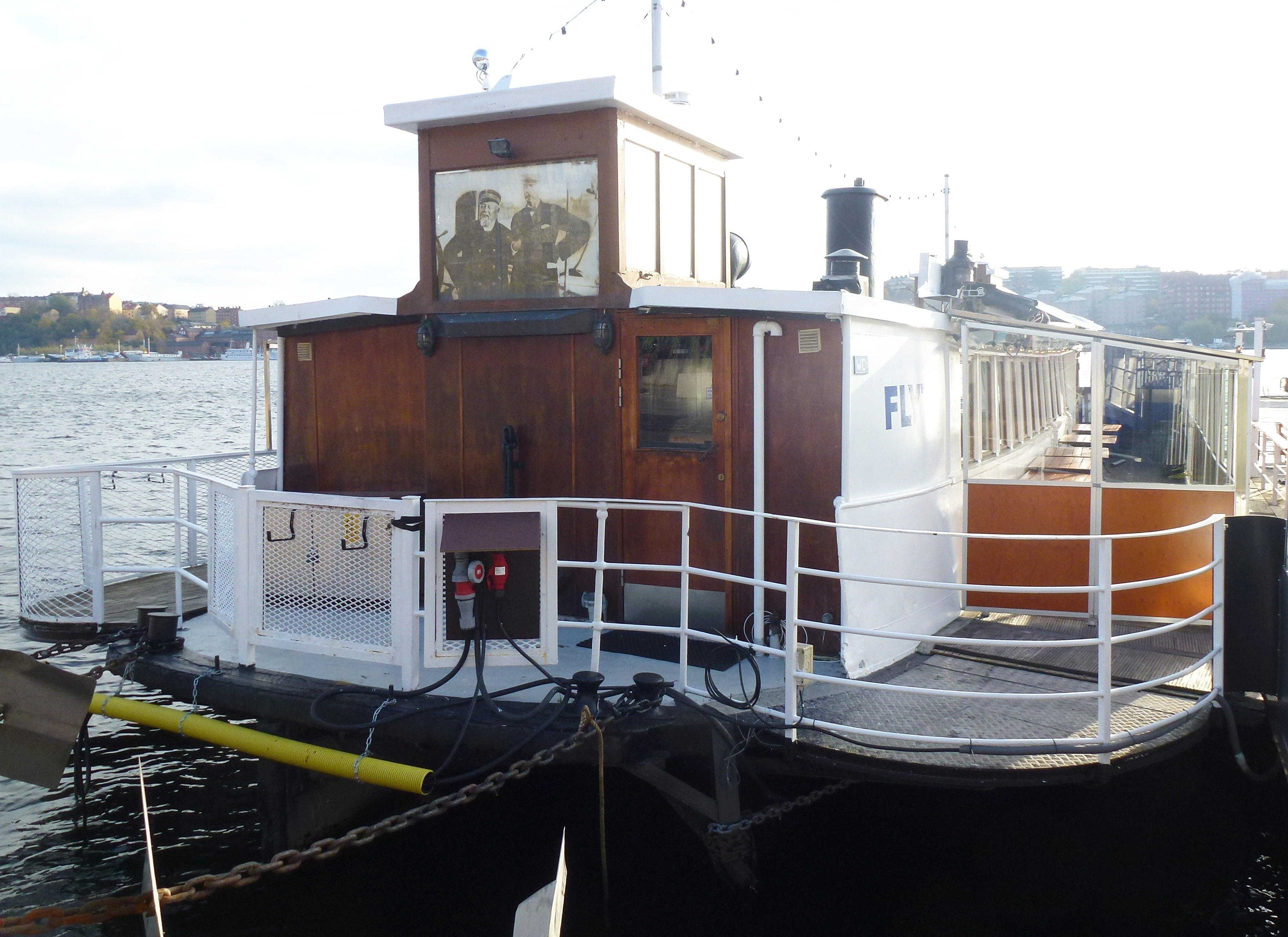
"Flyt", Norr Mälarstarnd, 2014